# Solomon Levey
Solomon Levey (* 1794 in Großbritannien; † 10. Oktober 1833 in London, Großbritannien) war ein englisch-australischer Emanzipist und Geschäftsmann. Er wurde als junger Mann 1813 wegen Diebstahls einer Kiste Tee zu sieben Jahren Sträflingsarbeit verurteilt. Er selbst leugnete die Tat, wurde aber trotzdem im Jahr 1814 auf der Marquis of Wellington nach New South Wales in Australien transportiert, wo er im Januar 1815 ankam. Dort entwickelte er sich nach kurzer Zeit zum erfolgreichen Händler und Finanzfachmann; er baute das größte Handelshaus der damaligen Kolonie auf und wurde Direktor der Bank of New South Wales. Er wurde durch eine Geschäftsbeziehung zu Thomas Peel ruiniert, der die britische Swan River Colony gründen wollte und damit scheiterte.

## Persönliches
Am 8. Februar 1819 wurde er amnestiert und drei Tage später heiratete er Ann, die Tochter von William Roberts, der seiner Tochter Land und Vieh zur Hochzeit übereignete. Im November 1819 wurde ein gemeinsamer Sohn und 1822 eine Tochter geboren, die in ihrer Kindheit starb. Ann verließ ihn 1824 und Levey blieb in seinem weiteren Leben unverheiratet.
Er unterstützte Institutionen, die sich wohltätigen und religiösen Angelegenheiten widmeten und verwaltete die Sydney Public Grammar School. Solomon Levey war jüdischen Glaubens. Sein Bruder Barnett war der erste freie jüdische Siedler in der Kolonie und ein weiterer Bruder, Isaak, war maßgeblich an der Gründung der Sydney Jewish Congregation beteiligt.
Als er im Jahr 1826 wegen seiner Partnerschaft mit Thomas Peel nach London ging, beförderte er neben anderen geschäftlichen Aktivitäten auch die Auswanderung von britischen Juden nach New South Wales.

## Geschäftliches
Als er 1815 in Australien ankam, nahm er sofort eine kaufmännische Tätigkeit auf, die überaus erfolgreich war. Levey arbeitete als Geschäftsmann, Schiffsmakler und Schiffskaufmann. Er besaß eine Basis auf Tahiti, wovon er Waren dieser Insel auf seinen eigenen Schiffe transportierte, eine Wassermühle in Liverpool, eine Seilmanufaktur, Weideland und Immobilien in Argyle und Cumberland. Kurz nach seiner Amnesty wurde er Direktor der Bank of New South Wales, wo er für niedere Zinsen und Geschäftsbeziehung mit britischen Unternehmen eintrat und die Kolonialwirtschaft beförderte.
Im Juni 1825 ging Levey eine Geschäftsverbindung mit Daniel Cooper ein und sie übernahmen die Lachlan and Waterloo Co. Sie gründeten am 6. Mai 1826 die Cooper & Levey, ein Import- und Exportunternehmen, das mit Wolle handelte, Schiffe besaß und baute, Schifffahrtshandel, Wal- und Robbenfang betrieb und das Waterloo Warehouse in der George Street in Sydney besaß. Sie führten eines der bedeutendsten Handelsunternehmen der britischen Kolonie, das auch Landeigentum in Waterloo, Alexandria, Redfern, Randwick und an der Neutral Bay besaß. 
Im Dezember 1829 wurde Levey Geschäftspartner von Thomas Peel, ging nach London und unterstützte von dort die Besiedlung der Swan River Colony, dem späteren Western Australia. Während Levey geschäftsführender Direktor der Thomas Peel & Co. in London war, betrieb Peel das Geschäft dieses Unternehmens in Western Australia. Peels Besiedlungsprojekt scheiterte und er ruinierte damit auch Levey, den er nie über seine dortigen wirtschaftlichen Probleme und Tätigkeiten informierte. Levey erfuhr erst 1832 durch die britische Kolonialregierung von dem wirtschaftlichen Debakel und starb nach kurzer Krankheit in London im Alter von 39 Jahren im Jahr 1833.

## Sonstiges
Port Levy ist eine Bucht und Siedlung bei Canterbury in Neuseeland, die nach Levey benannt ist – bemerkenswerterweise nicht ganz korrekt geschrieben.